# Menteng Dalam
Menteng Dalam  is een plaats (wijk) - (kelurahan) in het  onderdistrict Tebet, Jakarta Selatan (Zuid-Jakarta) in de provincie Jakarta, Indonesië. Menteng Dalam telt 41.788 inwoners (volkstelling 2010).
Na de Tweede Wereldoorlog werd in Menteng Dalam een militaire begraafplaats aangelegd. Het Ereveld Menteng Pulo, met 4.300 graven, wordt op kosten van de Nederlandse regering onderhouden.

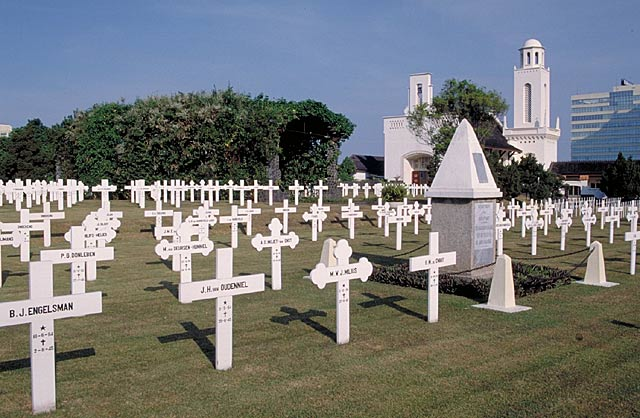
Het Ereveld Menteng Pulo in Zuid Jakarta